# Enrique de Melchor
Enrique Jiménez Ramírez, de nombre artístico Enrique de Melchor (Marchena, Sevilla, 15 de julio de 1950 - Madrid, 3 de enero de 2012), fue un guitarrista flamenco español.

## Trayectoria artística
Hijo del guitarrista Melchor de Marchena, a los 12 años se trasladó a Madrid. Se formó en el tablao madrileño Los Canasteros, propiedad de Manolo Caracol.
Tocó y grabó con Antonio Mairena, El Lebrijano, Vicente Soto "Sordera", José Menese, José Mercé, Enrique Morente, Fosforito, Carmen Linares, El Fary, María Jiménez, Chiquetete, Rocío Jurado, Pansequito, La Marelu, La Perla de Cádiz y Camarón de la Isla, entre otros. Trabajó durante dos temporadas con Paco de Lucía, con quien realizó diversas giras internacionales.
Como solista, tocó en el Queen Elizabeth Hall de Londres, el Teatro Real de Madrid, el Liceo de Barcelona, el Carnegie Hall de Nueva York, y en The Guildhall Bath de Londres.
Desde 1978, fue miembro de la SGAE. Con 18 años, recibió el Premio Nacional de la Cátedra de Flamencología de Jerez y El Castillete de Oro de La Unión.

## Discografía como solista
- La guitarra flamenca de Enrique de Melchor (1977). Reeditado posteriormente DVD+libro.
- Sugerencias (1983)
- Bajo la luna (1988)
- La noche y el día (1991)
- Cuchichí (1992)
- Herencia gitana (1996). CD+libro partituras.
- Arco de las rosas (1999)
- Raíz flamenca (2005)

## Filmografía
- La Carmen (1975)
- Una pasión singular (2002)

## Galardones
- Premio Nacional de la Cátedra de Flamencología de Jerez.
- Castillete de Oro de La Unión.
- Galardón Flamenco Calle de Alcalá.